# Jerrold Immel
Jerrold Immel (Los Angeles, 9 settembre 1936) è un compositore statunitense.
Sono sue le musiche di alcune serie televisive e di vari film tv americani.
Tra i suoi lavori più conosciuti, in primis va citata l'indimenticabile sigla (strumentale) del serial televisivo Dallas (1978 - 1991); opera che gli ha fatto vincere un Emmy.
Molte delle serie musicate da Immel, sono prodotte (come Dallas) da Leonard Katzman, con cui evidentemente, c'è stato un lungo e proficuo rapporto di collaborazione.

## Serie televisive
Alcune delle serie televisive per le quali Immel ha composto le musiche includono:
- Hawaii Squadra Cinque Zero (1968 - 1980)
- Pepper Anderson agente speciale (1974 - 1978)
- Alla conquista del West (1977) con cui ottenne una nomination agli Emmy Award nel 1977
- La fuga di Logan (1977)
- California[1] (1979)
- Berrenger's (1985)
- Paradise 1988
- Walker Texas Ranger (1993)